# 牛炳祥
牛炳祥（1954年—），河北大城人，汉族，中华人民共和国政治人物、第十二届全国人民代表大会解放军代表。
毕业于西安政治学院法律专业。加入中国共产党。2013年，担任全国人大代表。